# Henriettella goudotiana
Espèce
Synonymes
- Henriettella goudotiana Naudin[2]

Statut de conservation UICN

 EN B1+2c : En danger
Henriettella goudotiana est une espèce de plantes à fleurs de la famille des Melastomataceae.
Selon Plants of the World Online, c'est un synonyme de Henriettea goudotiana. Selon ce site, c'est une plante originaire de Colombie.

## Publication originale
- Annales des Sciences Naturelles; Botanique, sér. 3 18(2): 108. 1852. (Aug 1852)